# Книш Ірина Михайлівна
Ірина Михайлівна Книш (?, село Кубло Грубешівського повіту Люблінського воєводства, тепер Польща — ?) — українська радянська діячка, новатор сільськогосподарського виробництва, ланкова колгоспу «Маяк» Теребовлянського району Тернопільської області. Депутат Верховної Ради УРСР 6-го скликання.

## Біографія
Народилася у бідній селянській сім'ї. У 1945 році була разом із родиною переселена із Польщі до села Лошнів Теребовлянського району Тернопільської області. У 1955 році закінчила Лошнівську середню школу. Член ВЛКСМ.
З 1955 року — колгоспниця, а з 1959 року — ланкова колгоспу «Маяк» села Лошнів Теребовлянського району Тернопільської області. Збирала високі врожаї картоплі, кукурудзи, цукрових буряків.

## Нагороди
- медалі